# 중앙광장 (브라티슬라바)

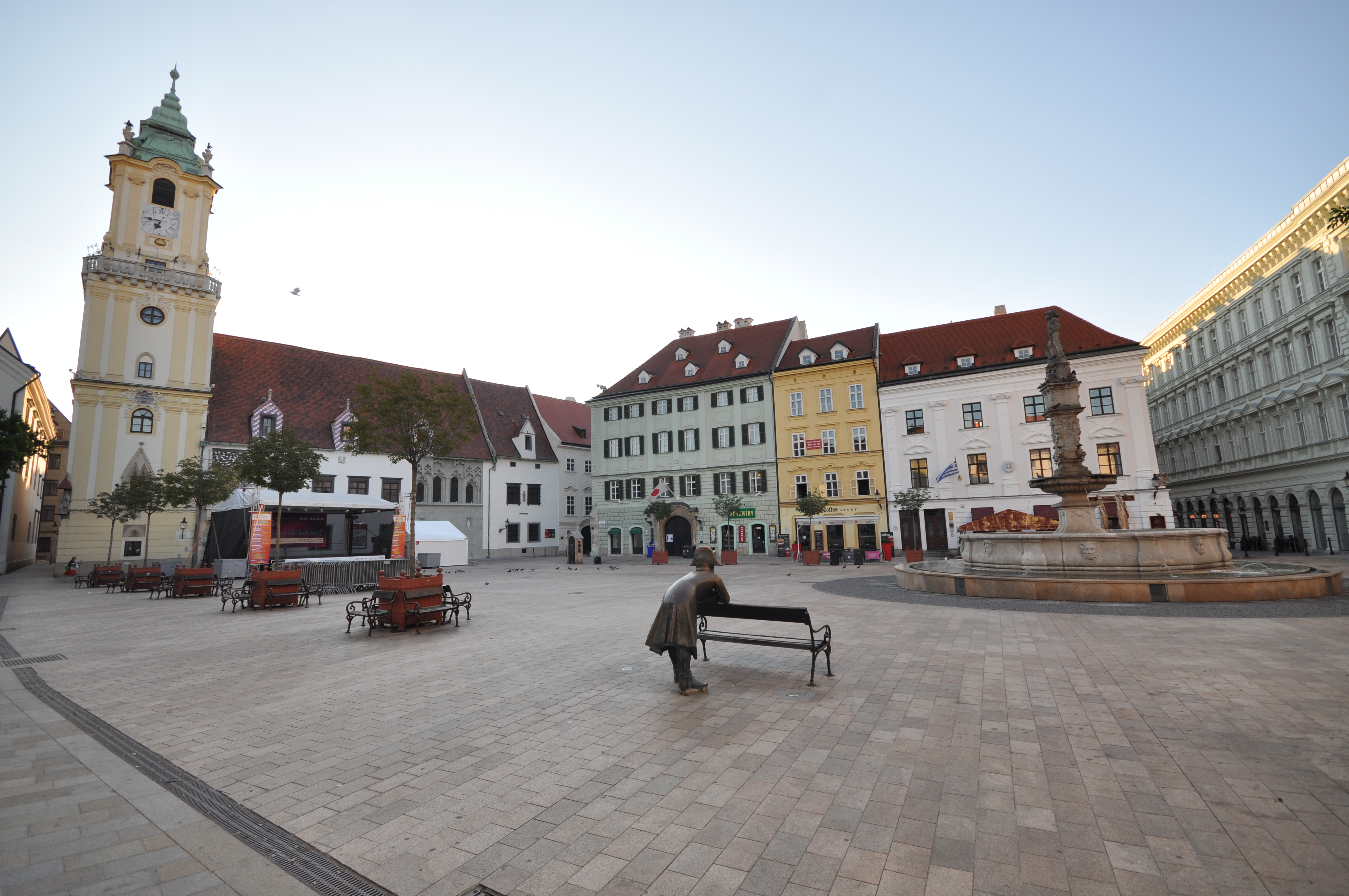
중앙광장

중앙광장(슬로바키아어: Hlavné námestie)은 슬로바키아 브라티슬라바에서 가장 잘 알려진 광장 중 하나다. 스타레메스토 (구시가지)에 위치하고 있으며 종종 도시의 중심지로 간주된다.
광장에서 찾을 수 있는 주요 랜드마크로는 구 시청사와 막시밀리안 분수가 있다. 제2차 세계 대전 동안 이 광장은 아돌프 히틀러를 기리기 위해 명명되었다. 공산주의 시대(1948-1989) 동안 이 광장은 제2차 세계 대전이 끝나고 브라티슬라바가 해방한 날인 4월 4일의 이름을 따 4월 4일 광장으로 불리었다.